# Erich Mendelsohn
Erich Mendelsohn (21 de març de 1887, Allenstein, Prússia Oriental - 15 de setembre de 1953, San Francisco, EUA) fou un prestigiós arquitecte del segle xx, màxim exponent de l'arquitectura expressionista.

## Biografia

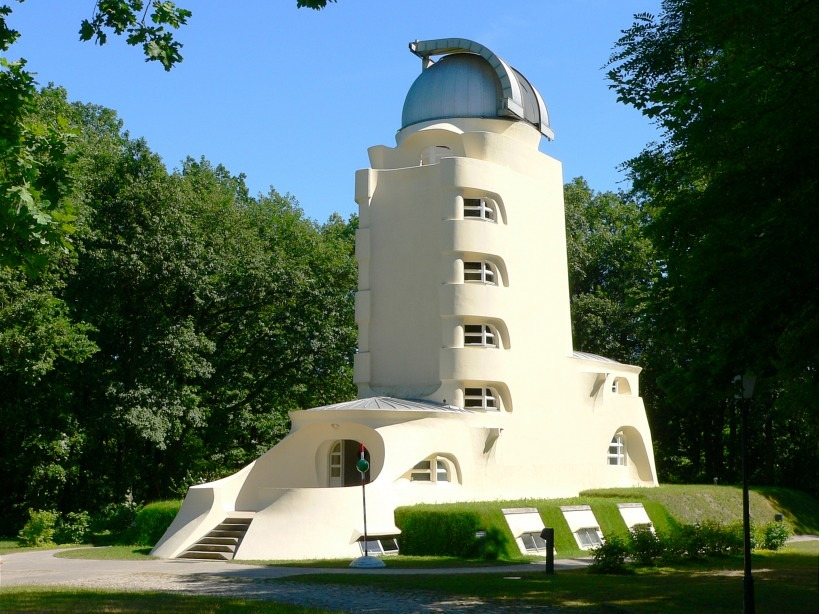
Torre Einstein a Potsdam

Erich Mendelsohn va nàixer a Allenstein, actualment Olsztyn (Polònia). Estudià cinències econòmiques a la Universitat de Múnic abans de decidir-se per l'arquitectura en 1908. Començà els seus estudis a Universitat Tècnica de Berlín, encara que tornaria a Múnic per a graduar-se cum laude en 1912. Durant la seua etapa d'estudiant va prendre de mestres com Theodor Fisher, amb influències del neoclàsiques i del Jugendstil, sobretot de Joseph Maria Olbrich i de Van de Velde. per una altra banda també contactaria amb grups d'artistes expressionistes. De totes maneres l'arquitecte per qui sentia més admiració era Frank Lloyd Wright, de qui posteriorment fou amic personal.
Després d'establir-se a Múnic com a arquitecte, en 1915 es casa amb la violoncelista Luise Maas. Per a la seua esposa coneixeria a un altre aficionat al cello, l'astrofísic Erwin Finlay Freundlich, el germà del qual era el director del Kaiser Wilhelm Institut für Physikalische Chemie und Elektrochemie (avui dia Institut Fritz Haber de l'Institut Max Planck). Gràcies a aquestes amistats, Mendelsohn va tindre l'oportunitat de dissenyar i construir la seua obra més important la Einsteinturm o Torre Einstein.

### Èxit professional
Després de la Primera Guerra Mundial es va establir a Berlín. En poc de temps adquirí una reputació, la seua obra es publicaria el 1924 a la Wasmuths Monatshefte für Baukunst. Aquest mateix any funda el grup The Ring, on també estan Mies van der Rohe i Walter Gropius.
El seu negoci prosperà ràpidament, fins a donar treball a més de 40 persones, entre elles a Julius Posener. L'any 1928 inicià el projecte de la seua casa a Rupenhorn, era una vila de luxe, amb més de 4000 m² i decorada amb obres de Amédée Ozenfant i altres.
La Torre Einstein
La Einsteinturm o Torre Einstein, es considera com una de les millors obres de l'expressionisme arquitectònic. S'acabà el 1921 i inaugurada el 1924, va fer que Mendelsohn fóra considerat l'únic revolucionari de la seua generació. No només és una obra estèticament impactant, dins del mateix estil expressionista que caracteritzà nombrosos dissenys dibuixats per Mendelsohn els anys anteriors a la consumació d'aquest projecte, sinó que a més és un observatori que compleix a la perfecció les seues funcions per a les quals fou dissenyat.
La Torre Einstein va ser també la resposta a l'interrogant sobre el talent pràctic i constructiu de l'arquitecte. l'obra fou finançada per l'estat prussià i aportacions privades, per això Mendelsohn va haver d'acceptar una sèrie de condicions imposades per la funcionalitat de l'edifici (telescopi i laboratori), encara que gaudí de suficient llibertat per dissenyar els detalls i disposar les habitacions accessòries i els accessos a la torre.
La Einsteinturm va ser concebuda per a ser construïda amb formigó, però per les dificultats de l'encofrat finalment es construí de rajoles i es recobrí amb morter.
L'edifici causà un impacte considerable a l'època, li dedicaren tota mena de comentaris, i com diu Wolfgang Pehnt -a "L'Arquitectura Expressionista"-, algú pensà, en veure l'estructura escultòrica i monolítica de l'edifici (d'una peça, que suggereix un joc de paraules amb el nom d'Einstein, "ein Stein", que significa "una pedra"), que aquest era un homenatge al seu usuari futur, el famós físic alemany. Bruno Zevi també veu a l'observatori un homenatge a la Teoria de la Relativitat i l'expressió d'una quarta dimensió: "Ací el factor temps és intrínsec a la formació de l'objecte, que brolla.. i ocupa l'espai". El mateix Einstein exclamà "¡orgànic!" quan va veure la torre per primera vegada.
La Torre Einstein va portar admiradors adinerats i nous encàrrecs i la fama per a Mendelsohn, arquitecte afortunat per a l'època, ja que li fou possible construir aquest projecte tan original i personal.

### L'exili

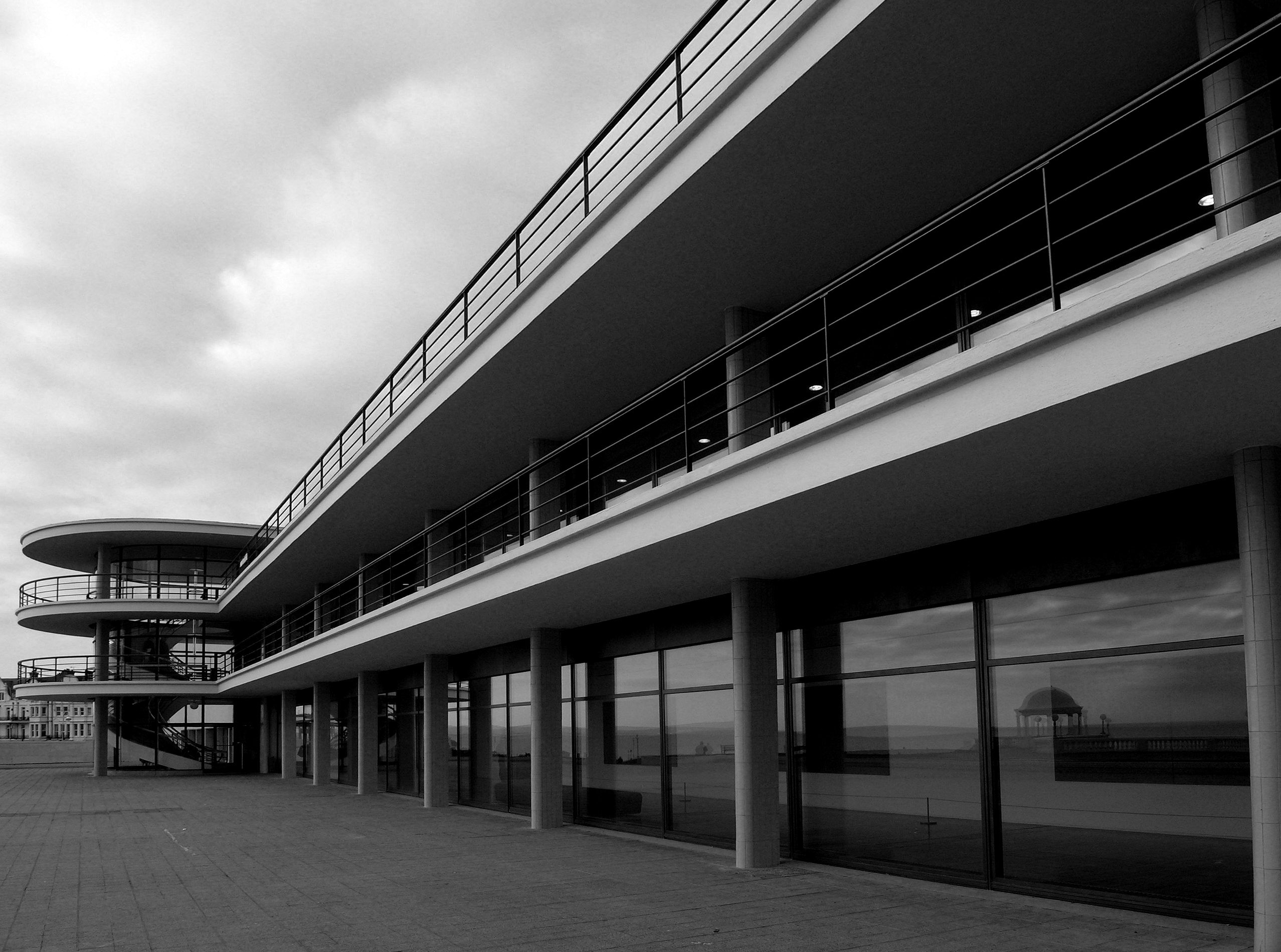
Pavelló De LaWarr

L'ascens de les tendències antisemites a Alemanya provocà, que per ser de família jueva hagués d'emigrar a Anglaterra a la primavera de 1933. La seua fortuna va ser confiscada pels nazis i fou expulsat de la Unió d'Arquitectes d'Alemanya i de l'Acadèmia Prussiana de les Arts.
A Anglaterra començà la seua col·laboració amb Serge Chermayeff, fins al 1936. Degut a la seua amistat amb Chaim Weizmann, qui posteriorment seria president d'Israel, començà diversos projectes a Palestina (llavors protectorat britànic) en 1934. La terra dels seus avantpassats el va captivar, a les seues converses amb Weizman, Mendelsohn expressà la necessitat de fer una arquitectura que contribuís a donar prestigi a la causa jueva. El seu gran projecte per a la Universitat Jueva al Mont Scopus a Jerusalem no es realitzà completament. L'any 1935 obrí un estudi a Jerusalem. En 1938, una vegada dissolta la seua oficina de Londres, adquirí la nacionalitat britànica i va canviar el seu nom de pila per Eric.
Mendelsohn resumiria així la seua trajectòria professional fins al moment: "A Berlín vaig necessitar vint anys per afirmar-me; a Londres, dos i, ací (a Palestina), dos mesos".
En 1941 es traslladà als Estats Units, on viuria la resta de la seua vida. Durant la Segona Guerra Mundial, per la seua condició d'immigrant, el seu treball es restringí a donar conferències i a publicacions, i també d'assessor ocasional per al govern. Acabada la guerra s'establí a San Francisco, ací realitzà diversos projectes, sobretot per a la comunitat jueva, fins a la seua mort per càncer el 1953.

## Obres

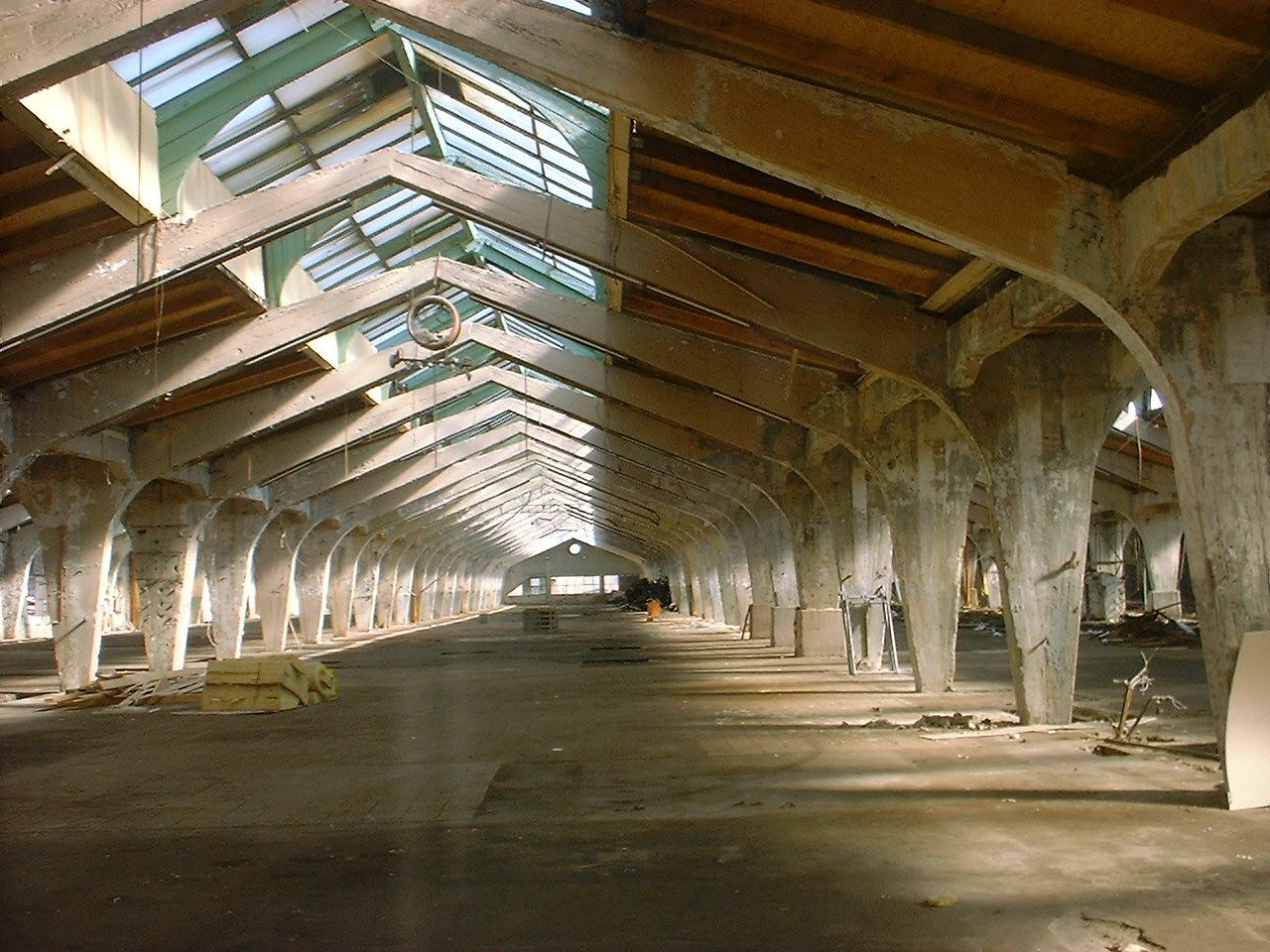
Interior de la fàbrica de barrets a Luckenwalde

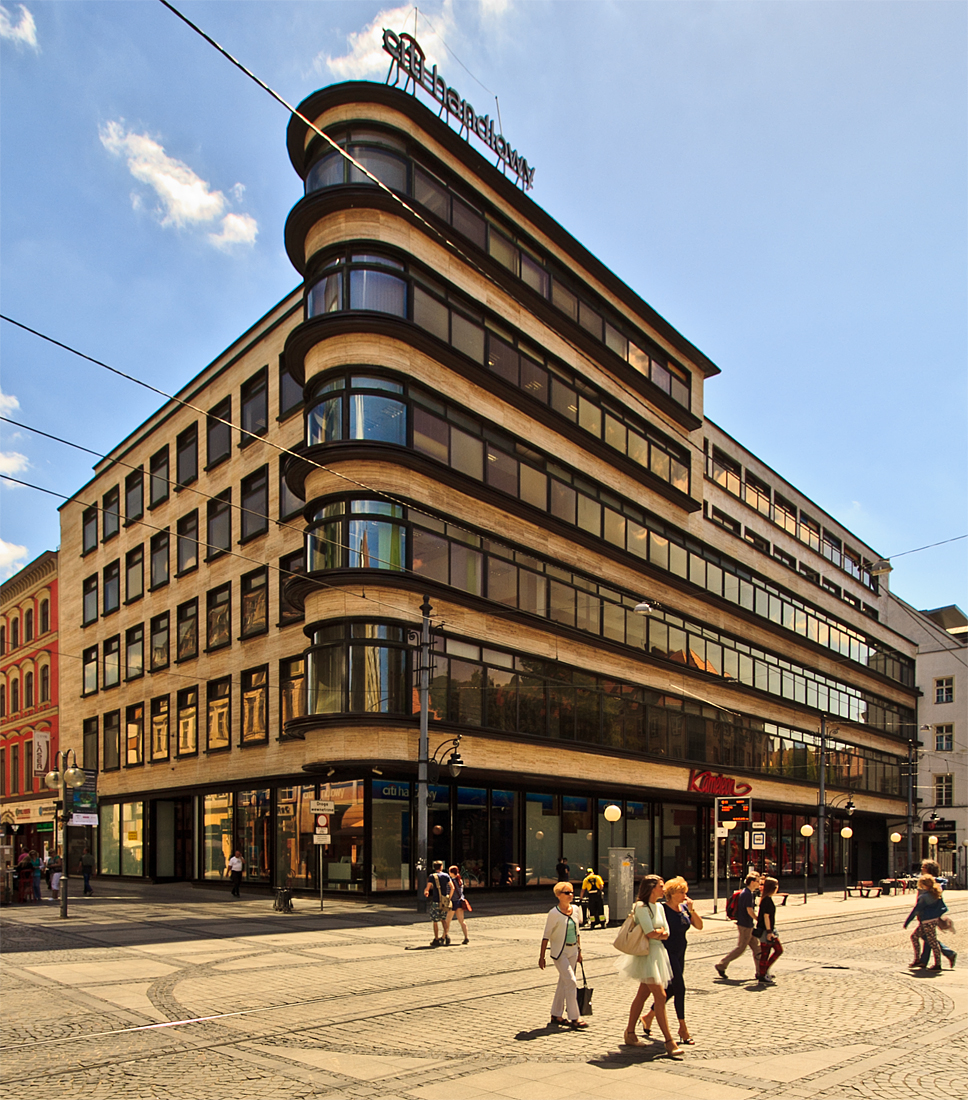
Centre comercial Petersdorff a Breslau

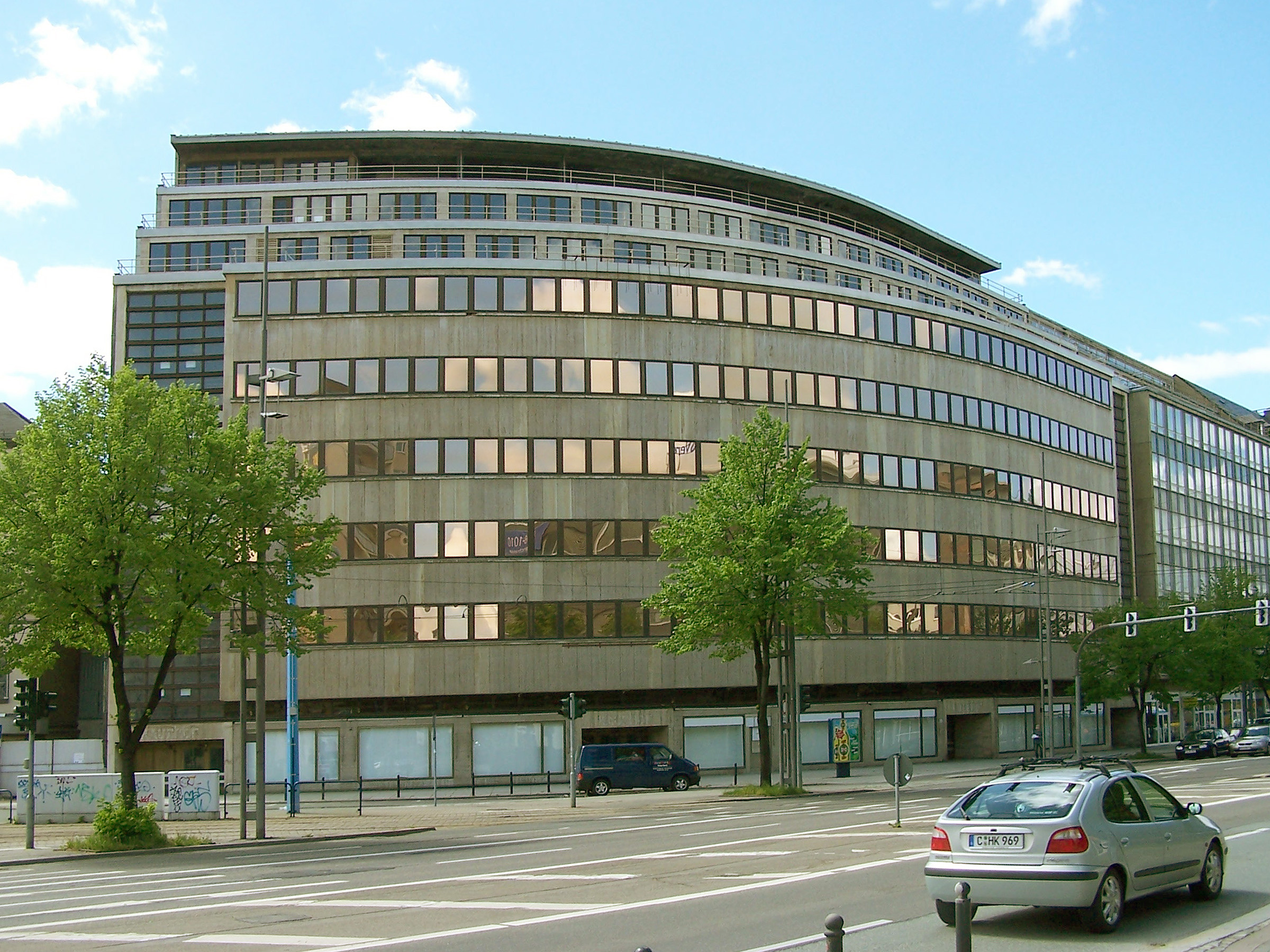
Centre comercial Schocken a Chemnitz

### Obres aAlemanya
- Workers' colony for the Builders' Union a Luckenwalde (1919-1920)
- Pavelló de jardí per a la família Herrmann, Luckenwalde (1920)
- Taller de la fàbrica de barrets Herrmann, Luckenwalde (1919-1920)
- Reforma de l'edifici d'administració de la companyi de segurs Hausleben, Berlín (1920)
- Torre Einstein (Observatori a Telegraphenberg) a Potsdam, 1917-1921.
- Vila doble a Karolingerplatz, Berlín (1921-1922)
- Fàbrica de barrets Steinberg, Herrmann & Co, Luckenwalde (1921-1923)
- Reforma i ampliació de l'editorial Rudolf Mosse, Berlin (1921-1923)
- Fàbrica de seda Weichmann, Gleiwitz, Silesia (1922)
- Vila del Dr. Sternefeld, Berlin, (1923-1924)
- Fàbrica de pells de C. A. Herpich e hijos, Berlin (1924-1929)
- Centre Comercial Schocken, Núremberg (1925-1926)
- Reforma i ampliació del centre comercial Cohen & Epstein, Duisburg (1925-1927)
- Vila del Dr. Bejach, Berlin-Steinstücken (1926-1927)
- Centre comercial Schocken, Stuttgart (1926-1928) (demolido en 1960).
- Pavelló d'exhibició de l'editorial Rudolf Mosse a la Pressa de Colonia (1928)
- Botiga Rudolf Petersdorff, Breslau (1927-1928)
- Woga-Komplex i cine Universum, Berlin (1925-1931)
- Jüdischer Friedhof (cementeri jueu), Kaliningrado, Prússia occidental (1927-1929)
- Centre comercial Schocken, Chemnitz 1927-1930, conocido por su frente arqueado con bandas horizontales de ventanas.
- Su propia casa, Am Rupenhorn, Berlin (1928-1930)
- Seu del sindicat dels treballadors del metall, Berlín-Kreuzberg (1928-1930)
- Casa Columbus, Potsdamer Platz, Berlin (1928-1932), originalment era una botiga per a les Galeries Lafayette, diferent a la Columbia-Haus a Berlin-Tempelhof, demolida en 1938.
- Centre juvenil jueu, Essen (1930-1933)

- Dobloug Garden store, Oslo, Noruega (1932). Construïda per Rudolf Emil Jacobsen seguint els plànols de Mendelsohn

### Obres aAnglaterra
Amb la col·laboració amb Serge Chermayeff.
- Pavelló De La Warr, Bexhill-on-Sea, Sussex, (1934).
- Casa Nimmo, Chalfont St. Giles, Buckinghamshire, (1933-1935).
- Casa Cohen, Chelsea, Londres (1934-1936).
- Firma Gilbey, Camden Town, Londres (1935-1936).

### Obres aIsrael
- Vila Weizmann, dins del campus de l'Institut Científic Weizmann, Rejovot prop de Tel-Aviv (1935-1936). També va projectar per a ells un grup de tres edificis, els quals actualment ocupen centres per a l'alta-resolució (NMR), biologia (MRI), i el centre Kimmel per a l'arqueologia.
- Vila i biblioteca per a Salman Schocken, Jerusalem (1934-1936)
- Universitat Hebrea de Jerusalem, (1934-1940)
- Hospital universitari Hadassah, Jerusalem (1934-1939)
- Seu del Banc Anglo-Palestí, Jerusalem (1936-1939)
- Hospital Governamental, Haifa (1937-1938)

### Obres alsEstats Units
- Sinagoga B'Nai Amoona, hui dia Center of Creative Arts, University City, Missouri (1946-1950)
- Hospital Maimonides, San Francisco (1946-1950)
- Sinagoga del parc, Cleveland (Ohio) (1946-1953)
- Casa Russell, San Francisco (1947-1951)
- Sinagoga Emanu-El, Grand Rapids (Michigan), (1948-1954)
- Sinagoga Mount Zion, Saint Paul (Minnesota) (1950-1954)

## Obra escrita
- Medelsohn, Erich. Amerika. Bilderbuch eines Architekten.  Berlín: Nachdruck Da Capo Press, 1926. ISBN 0-306-70830-2. (alemany).

- Medelsohn, Erich. Rußland - Europa - Amerika. Ein architektonischer Querschnitt.  Berlín, 1929. (alemany).

- Medelsohn, Erich. Neues Haus - Neue Welt. Mit Beiträgen von Amédée Ozenfant und Edwin Redslob.  Berlín, 1932. (alemany).